# Cadel Evans Great Ocean Road Race 2017
La 3.ª edición de la clásica ciclista Cadel Evans Great Ocean Road Race se celebró en Australia el 29 de enero de 2017 sobre un recorrido de 174 km.
La carrera formó parte del UCI WorldTour 2017, siendo la segunda competición del calendario de máxima categoría mundial.
La carrera fue ganada por el corredor alemán Nikias Arndt del equipo Sunweb, en segundo lugar Simon Gerrans (Orica-Scott) y en tercer lugar Cameron Meyer.

## Recorrido
El recorrido es un poco similar al del Campeonato Mundial de Ciclismo en Ruta de 2010 realizado en Melbourne, sin embargo, el diseño del circuito fue realizado por el exciclista profesional Scott Sunderland, bajo la supervisión de Cadel Evans. La carrera inicia en los suburbios de Geelong's Waterfront,  luego el pelotón transcurre por los primeros 30 kilómetros llanos hasta llegar a la ciudad de Barwon Heads, lugar de nacimiento y residencia de Cadel Evans. Más adelante, la carrera se desplaza a través de la costa pacífica en donde el viento juega un factor determinante para los ciclista. A continuación, la carrera comienza a entrar en los bellos lugares de Torquay, un paraíso para los lugareños y un escape muy querido para los visitantes de todo el mundo. A través de la calle principal, la carrera se encuentra con la famosa Great Ocean Road donde las numerosas familias, nadadores y surfistas que se reúnen alrededor de las concurridas playas de Torquay harán una pausa para ver el colorido del pelotón rodar por esta famosa calle australiana. Finalmente, el pelotón se dirige a un circuito de 3 vueltas con varias cotas antes de llegar a meta, donde será la última oportunidad para un oportunista escaparse antes de alzar los brazos hasta meta en Geelong's Waterfront después de recorrer 174 kilómetros.

## Equipos participantes
| WorldTeams (13)- Bora-Hansgrohe - Katusha-Alpecin - Orica-Scott - Team Sunweb - Quick-Step Floors - Lotto-Soudal - AG2R La Mondiale - BMC Racing Team - Cannondale-Drapac - Dimension Data - Lotto NL-Jumbo - Sky - Trek-Segafredo Equipos continentales profesionales (4)- Aqua Blue Sport - Gazprom-RusVelo - Roompot-Nederlandse Loterij - UnitedHealthcare Equipo nacional- Australia |
| |

## Clasificación final
- Las clasificaciones finalizaron de la siguiente forma:[6]

| \| Clasificación general \| Clasificación general \| Clasificación general \| Clasificación general \| Clasificación general \| \| Ciclista \| Ciclista \| Equipo \| Tiempo \| \| \| --------------------- \| --------------------- \| --------------------- \| --------------------- \| --------------------- \| \| 1.º \| Nikias Arndt \| Team Sunweb \| 4 h 19 min 15 s \| \| \| 2.º \| Simon Gerrans \| Orica-Scott \| + 0 s \| \| \| 3.º \| Cameron Meyer \| Australia \| + 0 s \| \| \| 4.º \| Jhonatan Restrepo \| Katusha-Alpecin \| + 0 s \| \| \| 5.º \| Luke Rowe \| Team Sky \| + 0 s \| \| \| 6.º \| Petr Vakoč \| Quick-Step Floors \| + 0 s \| \| \| 7.º \| Nathan Haas \| Dimension Data \| + 0 s \| \| \| 8.º \| Gianluca Brambilla \| Quick-Step Floors \| + 0 s \| \| \| 9.º \| Jay McCarthy \| Bora-Hansgrohe \| + 0 s \| \| \| 10.º \| Paul Martens \| LottoNL-Jumbo \| + 0 s \| \| \| 11.º \| Robert Gesink \| LottoNL-Jumbo \| + 0 s \| \| \| 12.º \| Rafa Valls \| Lotto-Soudal \| + 0 s \| \| \| 13.º \| Sven Erik Bystrøm \| Katusha-Alpecin \| + 0 s \| \| \| 14.º \| Lucas Hamilton \| Australia \| + 0 s \| \| \| 15.º \| Michael Woods \| Cannondale-Drapac \| + 0 s \| \| \| 16.º \| Jai Hindley \| Australia \| + 0 s \| \| \| 17.º \| Domenico Pozzovivo \| AG2R La Mondiale \| + 0 s \| \| \| 18.º \| Michael Storer \| Australia \| + 0 s \| \| \| 19.º \| Janier Acevedo \| UnitedHealthcare \| + 0 s \| \| \| 20.º \| Brendan Canty \| Cannondale-Drapac \| + 0 s \| \| |                    |                   |                 |
| |                    |                   |                 |
| Fuentes: ProCyclingStats Cycling Quotient Cycling Archives |                    |                   |                 |
| Clasificación general |                    |                   |                 |
| Ciclista | Ciclista           | Equipo            | Tiempo          |
| 1.º | Nikias Arndt       | Team Sunweb       | 4 h 19 min 15 s |
| 2.º | Simon Gerrans      | Orica-Scott       | + 0 s           |
| 3.º | Cameron Meyer      | Australia         | + 0 s           |
| 4.º | Jhonatan Restrepo  | Katusha-Alpecin   | + 0 s           |
| 5.º | Luke Rowe          | Team Sky          | + 0 s           |
| 6.º | Petr Vakoč         | Quick-Step Floors | + 0 s           |
| 7.º | Nathan Haas        | Dimension Data    | + 0 s           |
| 8.º | Gianluca Brambilla | Quick-Step Floors | + 0 s           |
| 9.º | Jay McCarthy       | Bora-Hansgrohe    | + 0 s           |
| 10.º | Paul Martens       | LottoNL-Jumbo     | + 0 s           |
| 11.º | Robert Gesink      | LottoNL-Jumbo     | + 0 s           |
| 12.º | Rafa Valls         | Lotto-Soudal      | + 0 s           |
| 13.º | Sven Erik Bystrøm  | Katusha-Alpecin   | + 0 s           |
| 14.º | Lucas Hamilton     | Australia         | + 0 s           |
| 15.º | Michael Woods      | Cannondale-Drapac | + 0 s           |
| 16.º | Jai Hindley        | Australia         | + 0 s           |
| 17.º | Domenico Pozzovivo | AG2R La Mondiale  | + 0 s           |
| 18.º | Michael Storer     | Australia         | + 0 s           |
| 19.º | Janier Acevedo     | UnitedHealthcare  | + 0 s           |
| 20.º | Brendan Canty      | Cannondale-Drapac | + 0 s           |

## UCI World Ranking
La Cadel Evans Great Ocean Road Race otorga puntos para el UCI WorldTour 2017 y el UCI World Ranking, este último para corredores de los equipos en las categorías UCI ProTeam, Profesional Continental y Equipos Continentales. Las siguientes tablas son el baremo de puntuación y los corredores que obtuvieron puntos:
| Posición   | 1º  | 2º  | 3º  | 4º  | 5º  | 6º  | 7º | 8º | 9º | 10º |
| Puntuación | 300 | 250 | 215 | 175 | 120 | 115 | 95 | 75 | 60 | 50  |

| 1.º  | Nikias Arndt       | Sunweb            | 300 |
| 2.º  | Simon Gerrans      | Orica-Scott       | 250 |
| 3.º  | Cameron Meyer      | Australia         | 215 |
| 4.º  | Jonathan Restrepo  | Katusha-Alpecin   | 175 |
| 5.º  | Luke Rowe          | Sky               | 120 |
| 6.º  | Petr Vakoč         | Quick-Step Floors | 115 |
| 7.º  | Nathan Haas        | Dimension Data    | 95  |
| 8.º  | Gianluca Brambilla | Quick-Step Floors | 75  |
| 9.º  | Jay McCarthy       | Bora-Hansgrohe    | 60  |
| 10.º | Paul Martens       | LottoNL-Jumbo     | 50  |